# Hin und zurück

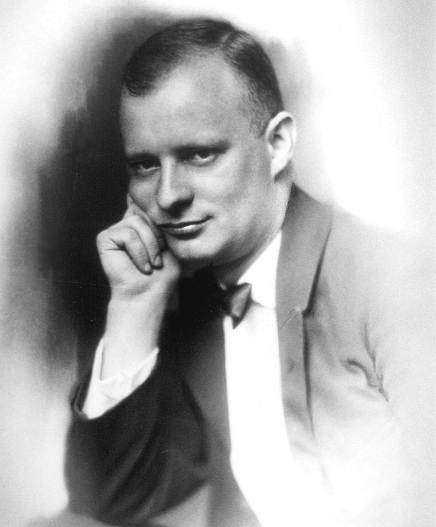
Paul Hindemith

Hin und zurück är en opera (Sketch med musik) i en akt med musik av Paul Hindemith och libretto  av Marcellus Schiffer.

## Historia
Hindemith skrev sin miniatyropera (12 minuter) på bara tre dagar i maj 1927. Den symmetriskt konstruerade handlingen tilltalade honom med hans erfarenheter från filmmusik, och resultatet blev en lyckad parodi på den konventionella operan som på grund av sin tacksamma handling och musik har blivit omtyckt bland musikstuderande och amatörer. Verket uruppfördes den 17 juli 1927 i Baden-Baden.

## Personer
| Roller           | Stämma  | Premiärbesättning, 17 juli 1927 (Dirigent: Ernst Mehlich) |
| ---------------- | ------- | --------------------------------------------------------- |
| Robert           | tenor   | J. Klemperer                                              |
| Helene, hans fru | sopran  | Betty Mergler                                             |
| Professorn       | baryton | Gerhard Pechner                                           |
| Ambulansföraren  | bas     | Lothar                                                    |
| En vis man       | tenor   | Giebel                                                    |

## Handling
På sin födelsedag sitter Helene vid frukostbordet då hennes man Robert kommer med sin present. Hembiträdet överlämnar ett brev till Helene som hon säger är från sömmerskan, men hon måste erkänna att det är från hennes älskare. Då blir Robert så svartsjuk att han skjuter Helene. Han ångrar sig genast och skickar efter en läkare och en sjukskötare som rabblar upp namnen på olika läkemedel men i övrigt anser att det inte finns något att göra.
Robert vill begå självmord men då uppenbarar sig en vis man med vitt skägg och förklarar att högre makter inte gillar att folk tar liver av sig för bagateller och att det förresten också är likgiltigt i vilken ordning händelserna sker. Därefter låter han hela handlingen utspela sig baklänges tills Helene återigen säger god morgon och den gamla döva tant Emma nyser, precis som när stycket började.